# Gare de Couffoulens - Leuc
Gare de Couffoulens - Leuc vasútállomás Franciaországban, Couffoulens településen.

## Vasútvonalak
Az állomást az alábbi vasútvonalak érintik:
- Carcassonne-Rivesaltes-vasútvonal

## Kapcsolódó állomások
A vasútállomáshoz az alábbi állomások vannak a legközelebb:
- Gare de Carcassonne
- Gare de Verzeille